# Płaskowyż Barnim

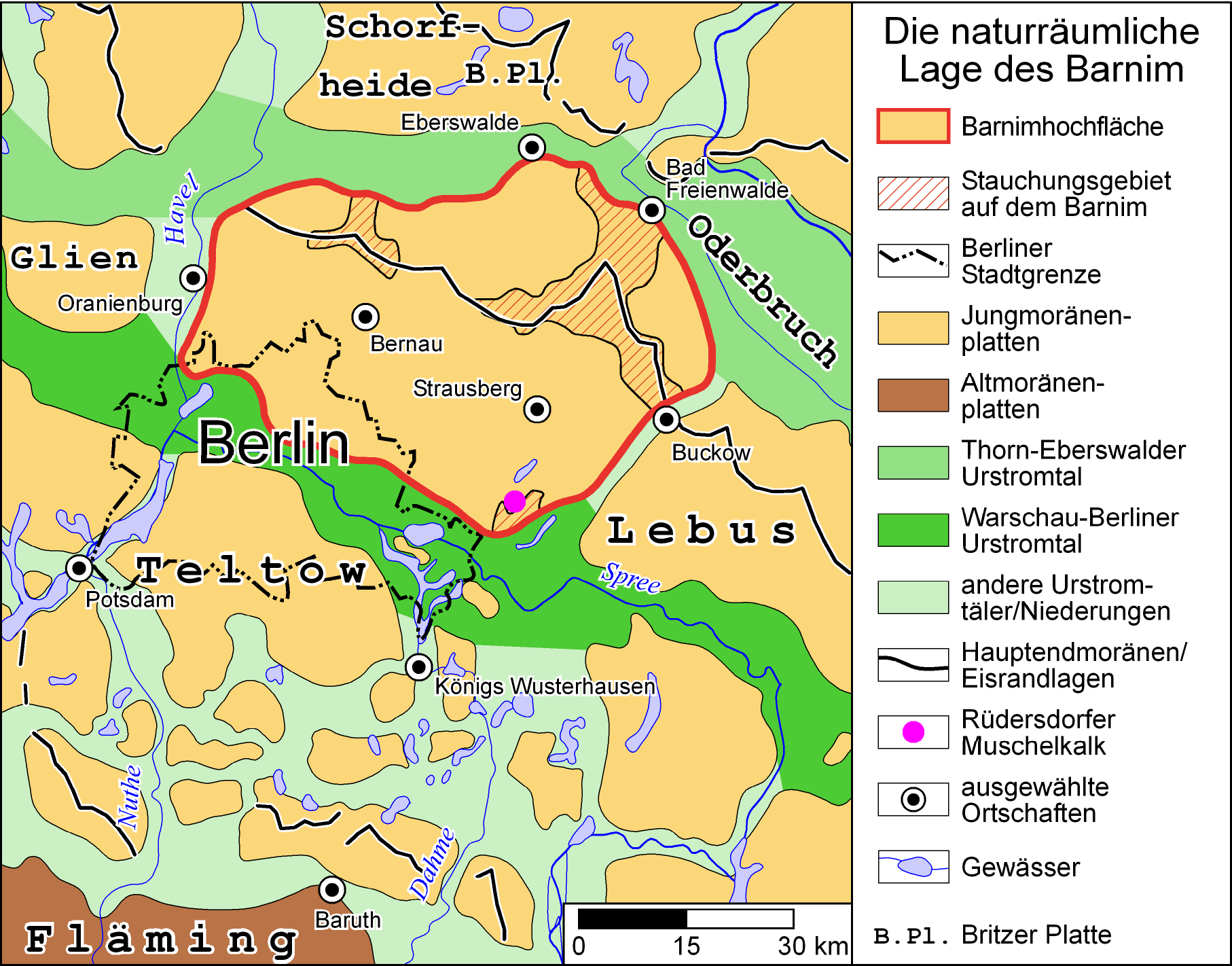
Położenie płaskowyżu

Barnim – płaskowyż w Niemczech w Brandenburgii, w powiatach Oberhavel, Barnim, Märkisch-Oderland i Oder-Spree.
Rozciąga się pomiędzy Pradoliną Toruńsko-Eberswaldzką na północy a Pradoliną Warszawsko-Berlińską na południu, gdzie sięga północnych dzielnic Berlina tworząc Berliński Balkon (niem. Berliner Balkon).
Na płaskowyżu wyznaczono obszar chronionego krajobrazu Barnim (niem. Naturpark Barnim) zajmujący 750 km². Dla potrzeb turystyki używana jest nazwa Barnimer Land.